# Orthogenium
Orthogenium femorale es una  especie de coleóptero adéfago de la familia Carabidae y el único miembro del género monotípico Orthogenium.